# Ed Vaizey

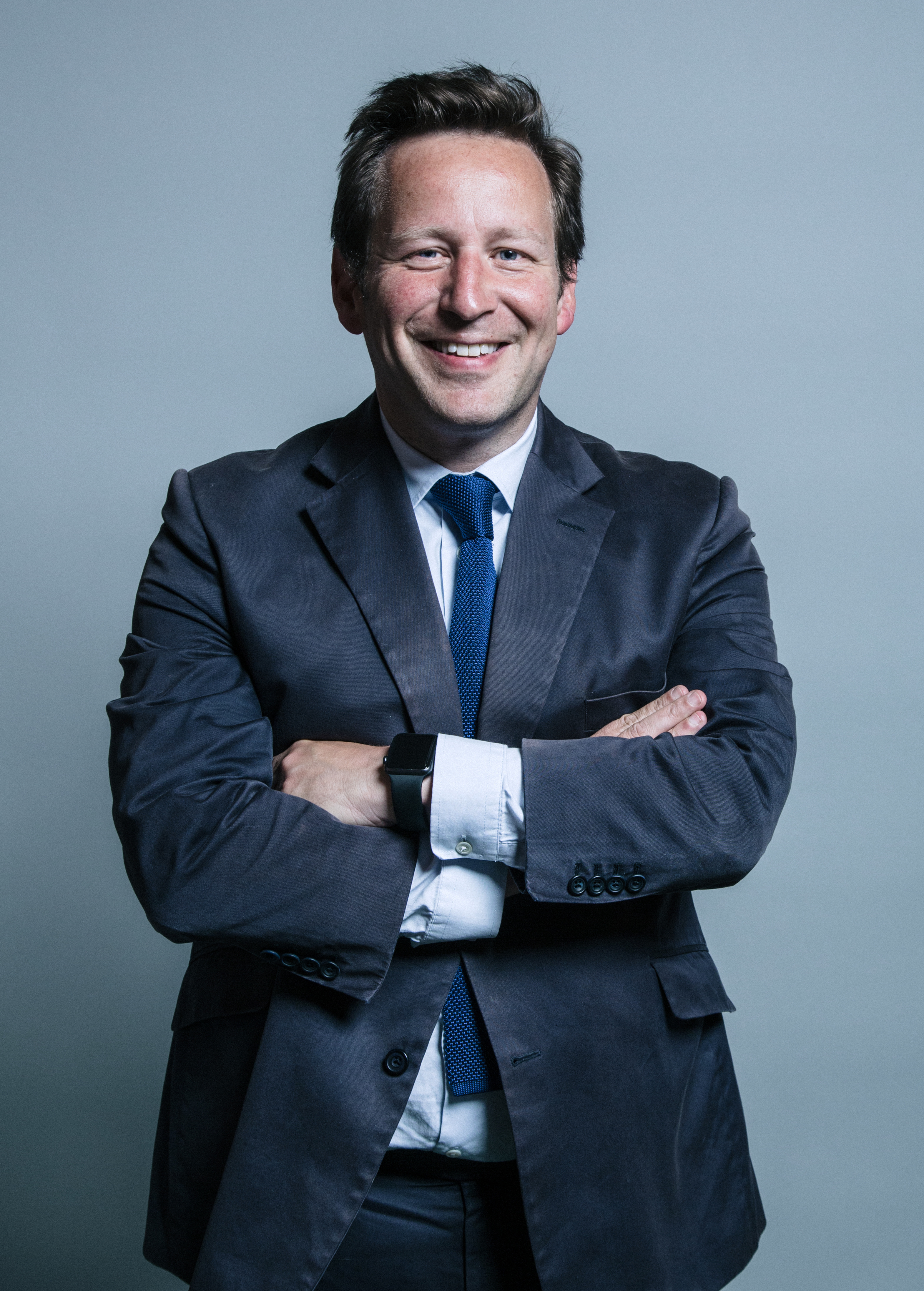
The Hon. Ed Vaizey

El hon. Ed Vaizey (Berkshire, 5 de junio de 1968) es un político británico del partido Conservador.
Desde 2005 miembro del parlamento para la circunscripción de Wantage en Oxfordshire y es parte del gobierno del Reino Unido de 2010 hasta presente.
Es nombrado ministro de Estado para la Cultura por el primer ministro David Cameron en 2010.